# Saba Bangunan (Padang Bolak)
Saba Bangunan is een bestuurslaag in het regentschap Padang Lawas Utara van de provincie Noord-Sumatra, Indonesië. Saba Bangunan telt 1001 inwoners (volkstelling 2010).